# Jan Larsen (atlet)
 For alternative betydninger, se Jan Larsen. (Se også artikler, som begynder med Jan Larsen)
Jan Larsen (født 1967) var en dansk atlet. Han var medlem af SNIK.

## Danske mesterskaber
- Bronze 1988 Trespring 14,46

## Personlige rekorder
- Trespring: ?